# Gedraaid knikmos
Gedraaid knikmos (Bryum capillare) is een soort mos uit het geslacht knikmos (Bryum).

## Determinatie
Gedraaid knikmos wordt 1–3 cm hoog (meestal ca. 1,5 cm) en vormt groene tot roodbruine zoden of kussens. De stengel is regelmatig bebladerd, korter dan 1 cm, nooit met uitlopers. Het blad is langwerpig of breed lancetvormig met sierlijk een toegespitste top. Het blad van de knikmossen is rondom gezoomd en spatelvormig. De top heeft een lange uittredende nerf. Bij droogte zijn de blaadjes, die onder droge omstandigheden verschrompelen, spiraalsgewijs (kurkentrekker) om de stengel of om hun as gedraaid.
De bladcellen zijn langwerpig-zeshoekig tot ruitvormig en smaller dan 20 µm.

## Ecologie
Gedraaid knikmos is blij is met bijna elk substraat. Het groeit op aarde, op rotsen of op schors. In de binnensteden komt het vooral voor op schaduwrijke plekken op muren, omdat het de voorkeur geeft aan matig vochtige locaties. Terrestrisch komt het veel minder vaak voor, het meest nog in de duinen.

## Verspreiding
Gedraaid knikmos heeft een kosmopolitische verspreiding. In Nederland is het een zeer algemeen voorkomende soort.

Gedraaid knikmos
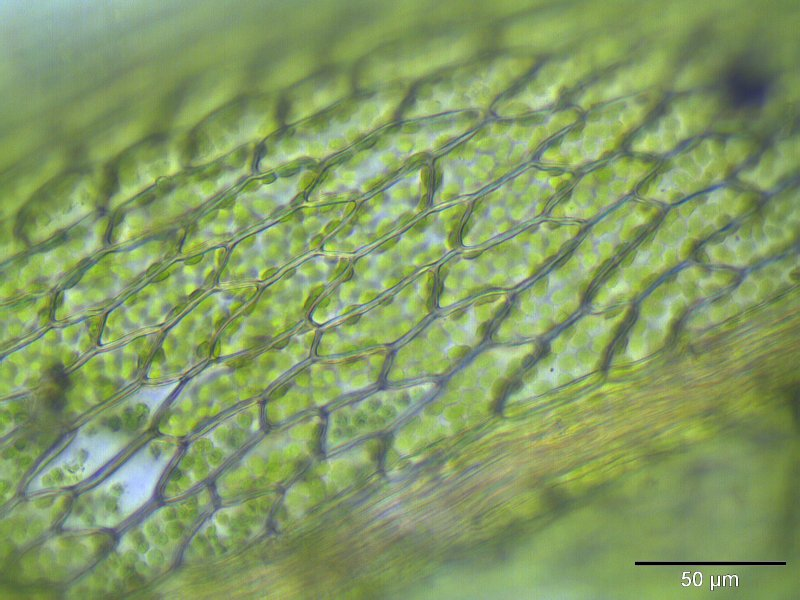
bladcellen bij 400x vergroting
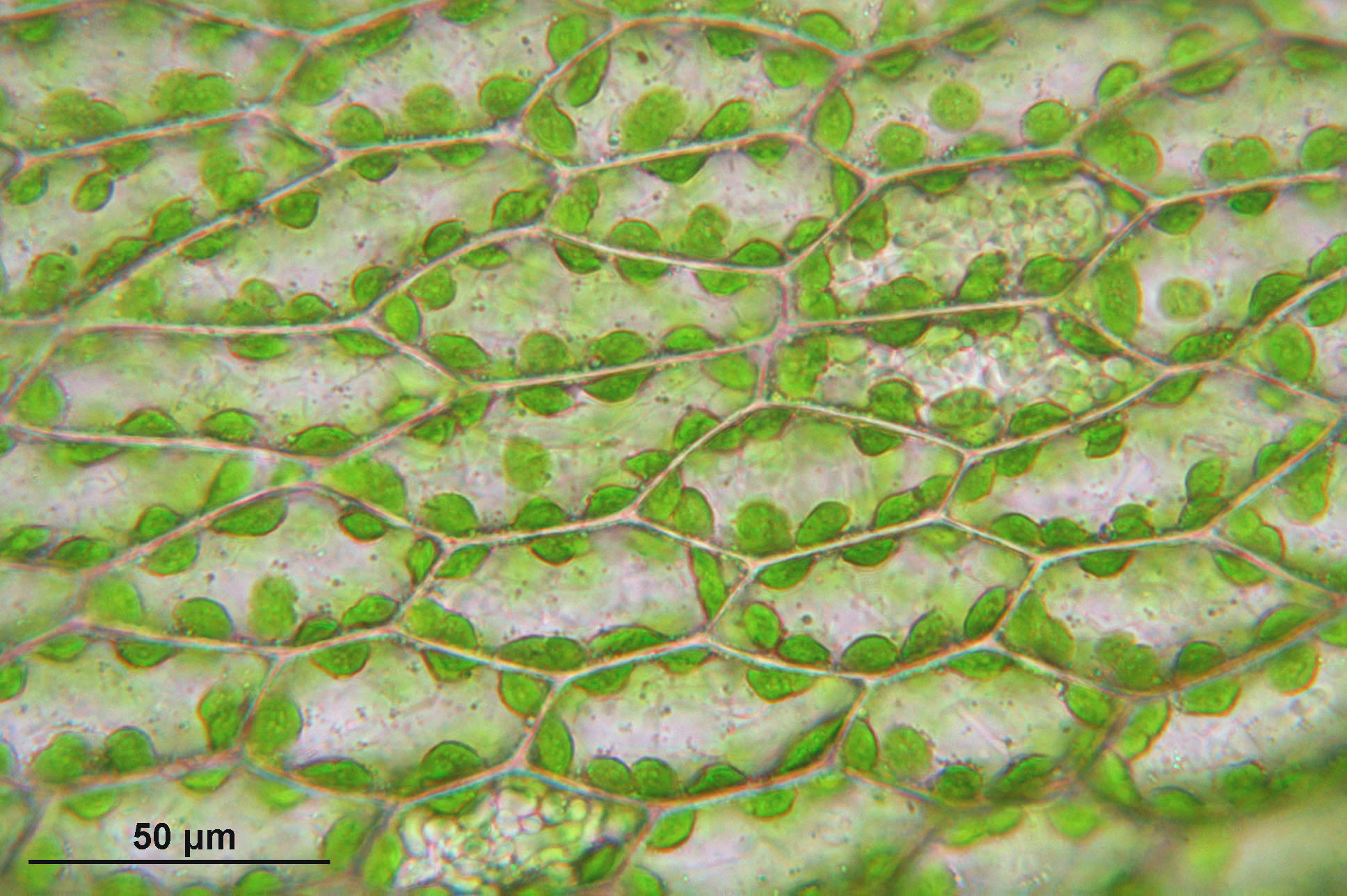
Bladcellen met chloroplasten
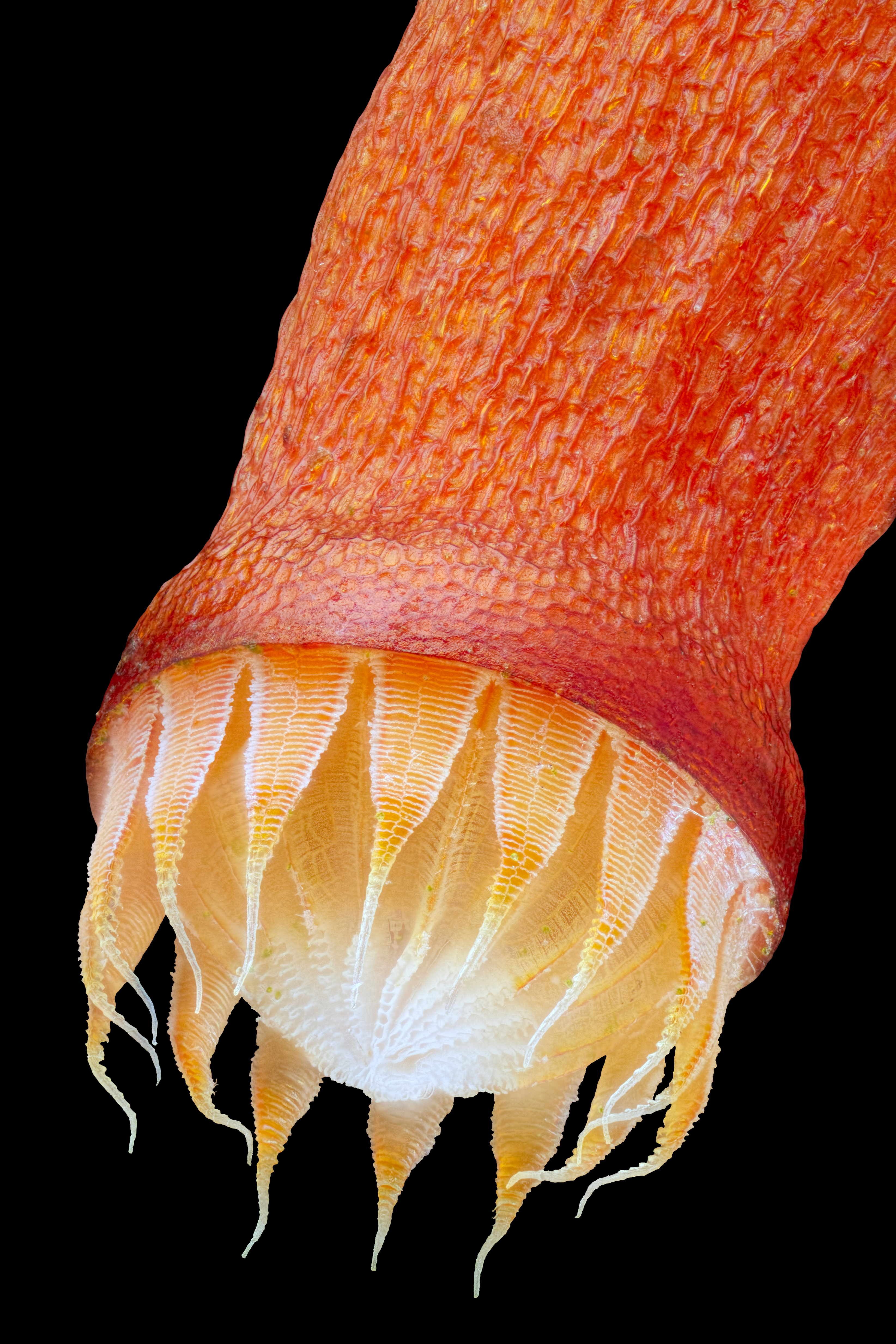
Peristoom
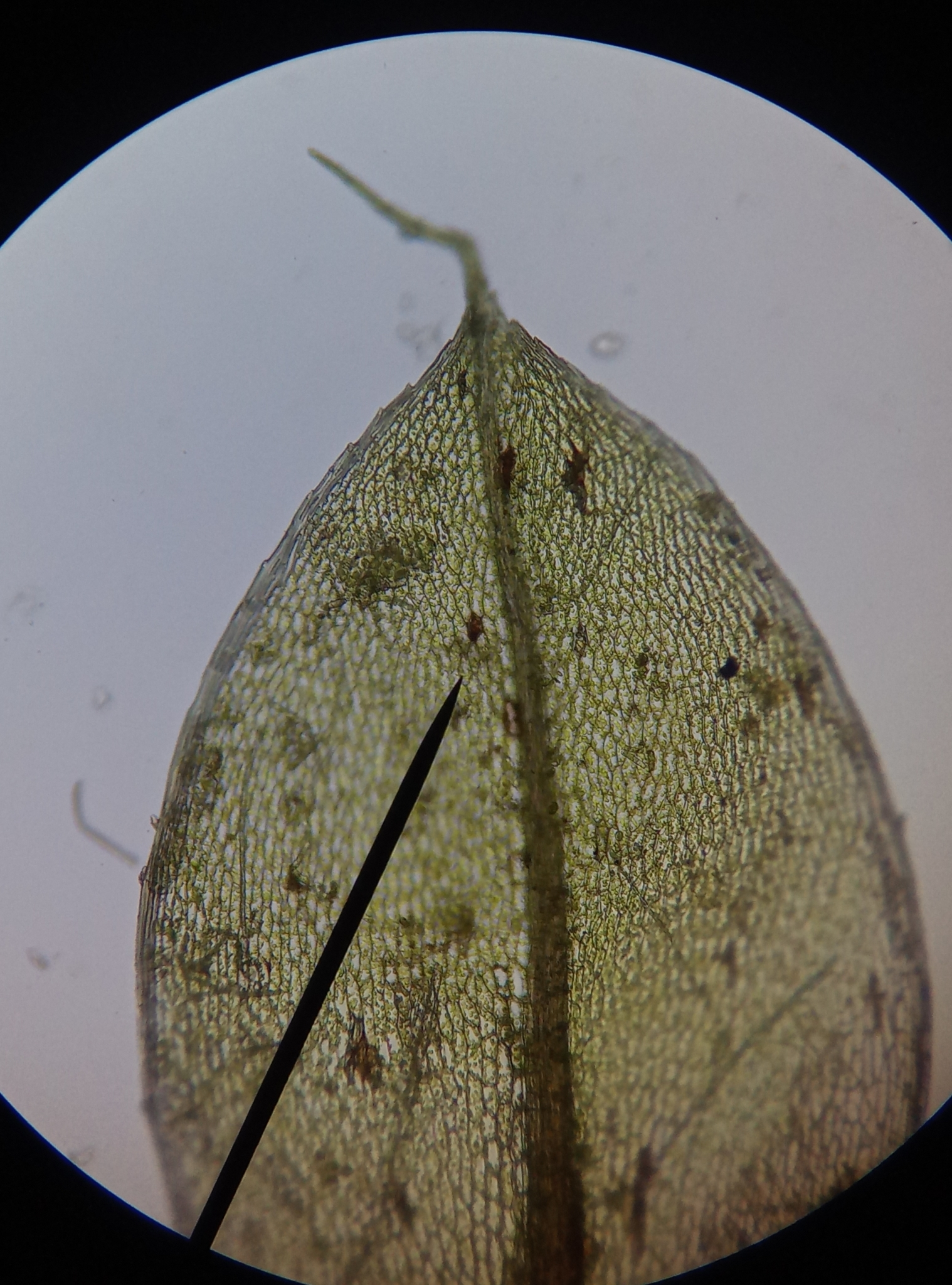
Blad